# LeTourneau Technologies
 (avril 2023).

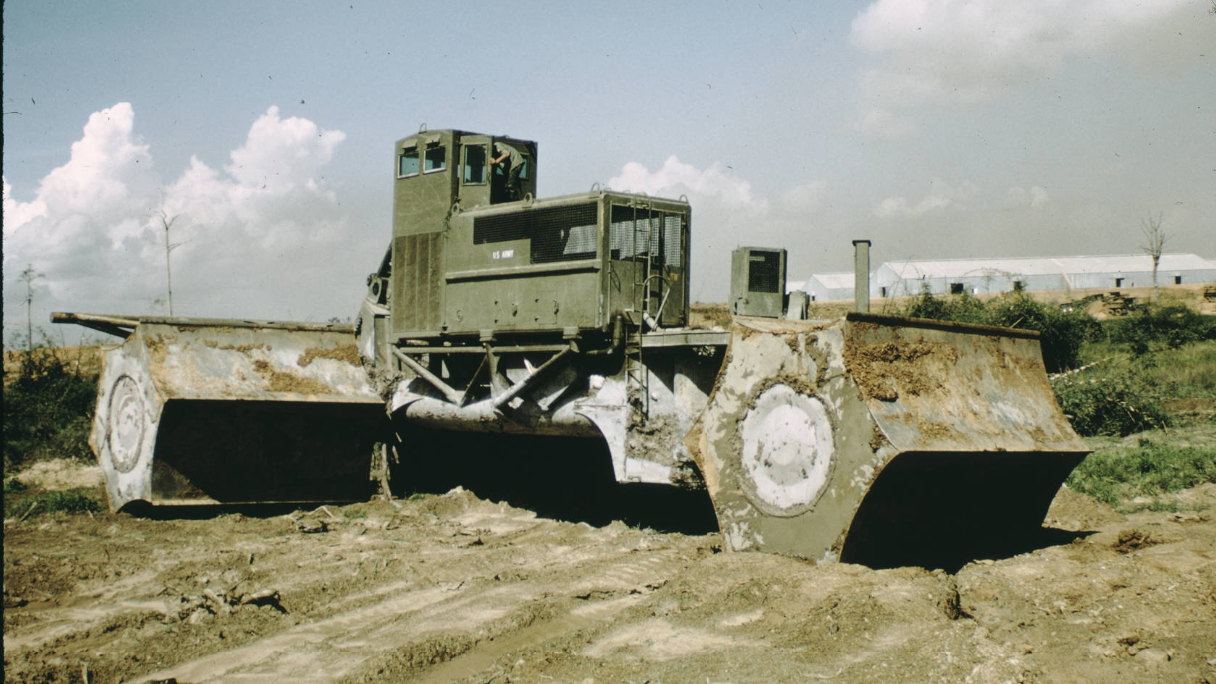
Concasseur d'arbres LeTourneau, Long Binh Post, Sud Vietnam, 27 septembre 1967.

LeTourneau Technologies, Inc. était un fabricant américain d'équipements de construction lourde fondé par R. G. LeTourneau (en). Plusieurs fois revendues à la mort de son fondateur en 1969, la société a été acquise en 2011 par Joy Global.

## Histoire
R. G. LeTourneau (en) (1888–1969), plus tard fondateur de l'Université LeTourneau (en), fonda RG LeTourneau, Inc. en 1929 en Californie en tant qu'entrepreneur d'équipements de terrassement et fabriquait alors ses produits à Longview au Texas.
Durant la Seconde Guerre mondiale, l'entreprise fournit 70 % du matériel de terrassement aux Alliés. En 1954, elle construit la première plate-forme de forage auto-élévatrice. En 1955, elle fabrique la première machine à empiler les bûches et en 1965 le premier chariot cavalier.
LeTourneau avait passé le début des années 1950 à perfectionner une sorte de transmission diesel-électrique pour les machines lourdes à roues multiples. Le système dont le concept est à peu près similaire à celui utilisé sur de nombreuses locomotives, utilisait un moteur à combustion pour faire tourner un générateur électrique qui transmettait son énergie aux moteurs de moyeu montés sur chaque roue du véhicule, permettant une transmission à roues multiples sans différentiels, sans arbres de transmission et sans les pertes de transmission qui y sont associées.
Pour le projet de la Ligne DEW, réseau de stations radar situé dans la partie arctique de l'Alaska et du Grand Nord canadien, Western Electric et Alaska Freightlines, avec l'aide de TRADCOM (U.S. Army Transportation Research and Development Command), contractèrent avec LeTourneau Technologies pour la construction de trains tout-terrain (overland train (en)), le TC-264 Sno-Buggy, le plus long véhicule tout-terrain jamais construit à l'époque, conçu spécifiquement pour les conditions arctiques avec ses six wagons (y compris la locomotive) mesurant un total de 83 mètres. Chaque voiture était entraînée par quatre roues et pneus de 2,22 mètres de haut. Le véhicule à 24 roues motrices était propulsé par deux moteurs diesel Cummins de 400 chevaux connectés à un moteur de moyeu. Il avait une capacité de charge de 150 tonnes et pouvait traverser presque tous les terrains. Il a connu une première saison très réussie en transportant du fret vers la ligne DEW. 
En 1970, juste après le décès du fondateur de l'entreprise, celle-ci fut vendue à la société Marathon Manufacturing Company et est rebaptisée Marathon LeTourneau Company.
En 1994, Rowan (aujourd'hui Valaris plc), qui avait utilisé l'entreprise pour fabriquer ses appareils de forage, l'a rachetée à l'entreprise General Cable pour 50 millions de dollars,.
En 2011, Rowan revendit LeTourneau Technologies à Joy Global qui a vendu par la suite, les divisions Drilling, Marine et Power de LeTourneau à la multinationale Cameron International.
En 2016, Keppel Corporation racheta LeTourneau Offshore Products (nacelles élévatrices, grues et unités élévatrices) de Cameron, tandis que cette dernière conserva la division LeTourneau Drilling Products.

## Sources